# 圣丽塔-杜帕萨夸特鲁
圣丽塔-杜帕萨夸特鲁是巴西圣保罗州的一个市镇。总面积752.993平方公里，总人口26444人，人口密度35.1人/平方公里。